# Old Man (singolo)
Old Man è un brano musicale scritto ed interpretato dal musicista canadese Neil Young, incluso nel suo album del 1972  Harvest e successivamente pubblicato su singolo.

## Il brano
La canzone venne composta per il custode del Broken Arrow Ranch, che Young aveva acquistato per 350,000 dollari nel 1970. Il testo del brano mette a confronto la vita di un giovane e quella di un vecchio arrivando alla conclusione che, alla fine, entrambi hanno le stesse necessità. James Taylor suona il banjo a 6 corde (accordato come una chitarra) e canta nei cori del brano, come anche Linda Ronstadt.
Nella pellicola Heart of Gold, Young introduce il brano con queste parole:

### Pubblicazione
Old Man venne pubblicata su singolo (lato B The Needle and the Damage Done) nella primavera del 1972, raggiungendo la posizione numero 31 nella classifica statunitense Billboard Hot 100.

## Cover
- Bob Dylan eseguiva regolarmente la canzone dal vivo durante i suoi concerti del tour 2002. Dylan suonava la tastiera nel suo particolare arrangiamento del brano.

- Nel 1996 la canzone venne reinterpretata dal gruppo metal Cyclone Tracy sul loro album One Eyed.

- N'Dea Davenport nel suo disco di debutto del 1998 N'Dea Davenport.

- Nel 2004 i The Wailin' Jennys sul loro primo album 40 Days.

- Nel 2004 Wilson Phillips per il suo album di cover California.

- Nel 2005, Lizz Wright sull'album dal vivo Dreaming Wide Awake, registrato l'anno precedente.

- Nel 2007, i Grand National sull'album A Drink and a Quick Decision come bonus track live.

- Nel 2009, i Motorjesus sull'EP 100.000 Volt Survivor. La cover venne inclusa anche come bonus track nel loro album Wheels Of Purgatory.

- Nel 2010, Donna Loren sull'album Love It Away.

- Nel 2010, James McCartney (il figlio di Paul McCartney) sull'EP Available Light.

- Nel 2011, Laughon Bryant & The Midnite Riders sull'album Down That Road.

- Nel 2011, la post-grunge band Puddle of Mudd sul loro album di cover Re:(disc)overed.

## Formazione
- Neil Young: voce, chitarra acustica
- James Taylor: banjo a 6 corde, cori
- Linda Ronstadt: cori
- Ben Keith: pedal steel guitar
- Tim Drummond: basso
- Kenny Buttrey: batteria